# Verband privater Städtereinigungsbetriebe

VPS e. V. (Verband privater Städtereinigungsbetriebe e. V.) war ein von der privaten Entsorgungswirtschaft gegründeter Unternehmerverband. Aus diesem Unternehmerverband ging der Bundesverband der Deutschen Entsorgungs-, Wasser- und Rohstoffwirtschaft (BDE) e. V. hervor.

## Aufgaben
Der VPS e. V. war anfangs ein Fachverband, der seine Mitglieder durch regelmäßige Rundschreiben und Veranstaltungen über aktuelle Entwicklungen bei Gesetzen und kommunaler Technik informierte. Ab 1976 trat der Verband zusätzlich als Arbeitgebervertretung auf, wie die Aushandlung eines Tarifvertrages mit der Gewerkschaft ÖTV belegt. Neben der Mitgliederinformation und der Tarifpolitik gehört von Anfang an die Öffentlichkeitsarbeit für die private Entsorgungswirtschaft zu den Aufgabenfeldern des VPS e. V.

## Geschichte
Am 20. September 1961 wurde in Offenbach am Main der VPS e. V., dessen Abkürzung anfangs für Verband des Städtereinigungsgewerbes stand, auf Initiative von Gustav Edelhoff  gegründet. Der Verein wurde im Vereinsregister des Amtsgerichts Iserlohn am 8. Januar 1962 eingetragen. Bereits bei seiner Gründung hatte der Verband 41 Mitglieder. Auf der Jahreshauptversammlung des Jahres 1962 wurde der Verband in „Verband privater Städtereinigungsbetriebe“ umbenannt. Vor dem Hintergrund veränderter Aufgabenbereiche innerhalb der Städtereinigung, wie zum Beispiel dem Recycling, kam es 1986 zur Namensänderung in BDE e. V. Zu diesem Zeitpunkt vertrat der VPS e. V. rd. 550 Mitglieder mit insgesamt 40 000 Beschäftigten und einem Jahresumsatz von 5 Milliarden DM.
Die erste Geschäftsstelle hatte ihren Sitz ab Januar 1962 in Iserlohn. 1976 wechselte die Geschäftsstelle wie auch der Vereinssitz nach Köln-Porz.
Der VPS führte mittels der hundertprozentigen Tochterfirma ENTSORGA gemeinnützige Gesellschaft zur Förderung der Abfallwirtschaft und Städtereinigung mbH, seit 1980 die ENTSORGA-Fachmesse durch. Messestandort war zuerst Essen, ab 1991 Köln. Ab 2010 wird die ENTSORGA zusammen mit der IFAT veranstaltet.

## Präsidenten
1. Gustav Edelhoff (1961–1970)
2. Ties Neelsen (1970–1978)
3. Gustav Dieter Edelhoff (1978–1984)
4. Norbert Rethmann (1984–1985)

## Hauptgeschäftsführer
1. Fritz Schulte (1961–1975)
2. Rudolf Trum (1975–1985)